# Sprachanalyse
Sprachanalyse ist einerseits ein Fachbegriff aus der Sprachwissenschaft, in der der Begriff die inhaltliche (Semantik) und formale (Syntaktik) Untersuchung eines Textes nach dem Charakter der verwendeten Sprachmittel bezeichnet. Andererseits wird „Sprachanalyse“ in unterschiedlichem Sinn in der Philosophie verwendet –, etwa sehr allgemein für die Analyse natürlicher Sprache überhaupt als ein Teilprojekt neben anderen Aufgabenbereichen oder spezifischer für Forschungsprogramme, die vorsehen, Philosophie zu betreiben als Analyse der Alltagssprache.
Sprachanalyse wird auch in der Psychologie vor allem zur Persönlichkeitsanalyse verwendet.

## Sprachanalyse in der Sprachwissenschaft
Ziel der sprachwissenschaftlichen Sprachanalyse ist es, einen besseren Einblick in die Absichten eines Textes zu geben. Bei dem zu analysierenden Text kann es sich um ein Gedicht, eine Kurzgeschichte oder einen anderen literarischen Text, aber auch um eine Rede, einen Brief oder auch um eine gänzlich andere Textsorte handeln. Die Sprachanalyse ist ein Hauptbestandteil der Text- oder Korpusanalyse. Gemäß dem Kommunikationsmodell werden Textsorte und Sprachverwendung durch die Intention bestimmt, folglich muss die Sprachanalyse die Abhängigkeit der sprachlichen und stilistischen Mittel zu der jeweiligen Absicht des Textes aufzeigen.
In der Sprachwissenschaft wird zwischen mehreren Ebenen der Sprachanalyse unterschieden, die für eine ausreichende Analyse je nach Textsorte unterschiedlich bedeutsam sind.

### Semantische Analyse
Hierbei wird das Augenmerk auf die einzelnen Wortarten gelegt, d. h., es werden die sogenannten Inhaltswörter hinsichtlich deren Häufigkeit im untersuchten Text und ihren semantischen Gehalt hin untersucht. Im Wesentlichen wird dabei Folgendes ermittelt:
- Die auffälligste und am häufigsten verwendete Wortart und deren Leistung und Funktion,
- Herkunft des Vokabulars (z. B. aus dem ethischen, politischen, handwerklichen, alltäglichen Bereich),
- Art der Substantive (Konkretum, Abstraktum, Fremdwort, Modewort, Schlagwort, fachsprachliche Termini),
- Art der Adjektive (beschreibend, bewertend),
- Art der Verben (Handlungs-, Beschreibungs-, Modal- und Hilfsverben, passive und aktive Verben),
- Ausdruckswert der Wörter (Denotation, Konnotation, übertragene Bedeutung).

### Syntaktische Analyse
Die syntaktische Analyse zeigt die Strukturierung der Sätze und die Satzarten auf.
- Satzarten: Aussage-, Frage-, Befehlssätze
- Satzorganisation: Parataxe, Hypotaxe, Mischform

### Stilanalyse
Die Stilanalyse eruiert die rhetorischen bzw. stilistischen Mittel, die zum Einsatz kommen.
- Stilarten: Nominalstil, Verbalstil, Adjektivstil
- Stilmittel (Tropen): Schlüsselwörter, Leitmotive, Bilder, Metaphern, Symbole, Chiffren, Personifikation und Vergleiche, Ironie
- Rhetorische Figuren:
  - lexikalische Mittel: Oxymoron, Alliteration, Hyperbel, Litotes, Euphemismus, Metonymie, Pleonasmus
  - syntaktische Mittel: Parallelismus, Ellipse, Anakoluth, Chiasmus, Anapher, Katachrese, Zeugma
  - kompositorische Mittel: Antithese, Klimax (Sprache), Steigerung, Wiederholung, Sentenz, Zitat, Parenthese
- Redeformen: wörtliche, indirekte, erlebte Rede, innerer Monolog
- bei lyrischen Texten: Gedichtform, Strophenform, Versmaß, Reim usw.
- Stilschicht: poetisch, fachsprachlich, normalsprachlich, umgangssprachlich
  - Grundgestus der Sprache (auch: Stilfärbung): poetisch, gehoben, neutral, salopp, vulgär.

Letztere Differenzierung soll am Beispiel des Begriffs „sterben“ verdeutlicht werden: „ewigen Frieden gefunden“ (poetisch), „verblichen“ (gehoben), „gestorben“ (neutral), „die Mücke gemacht“ (salopp), „abgekratzt“ (vulgär).

## Sprachanalyse in der Philosophie

### Sprachanalyse als Analyse der Umgangssprache
Der Ausdruck „Sprachanalyse“ kann in philosophischen Kontexten in unterschiedlichem Sinne gebraucht werden. Oftmals bezieht er sich auf Forschungsprogramme, die vorsehen, dass die Analyse der gebräuchlichen Alltagssprache die grundlegende Methode der Philosophie sein sollte. Derartige Thesen sind insbesondere für die sog. Philosophie der normalen Sprache typisch – ein zeitweise wichtiger Zweig der sog. analytischen Philosophie, sowie für viele Vertreter der sog. linguistische Wende. Gelegentlich sprach man auch von „sprachanalytischer Philosophie“. Die Identifikation von analytischer Philosophie und Sprachanalyse, die sich gelegentlich in älterer Literatur findet, ist allerdings philosophiegeschichtlich verkehrt. Wichtig für diese normalsprachliche Philosophie wurden insbesondere die Philosophischen Untersuchungen von Ludwig Wittgenstein, welche diverse sprachliche Praktiken, nicht nur die Formulierung von Aussagesätzen, diskutieren.

### Sprachanalyse als Orientierung an formalen Sprachen
Vom Projekt normalsprachlicher Philosophie unterscheidbar ist das ebenfalls in Teilen der analytischen Philosophie weitverbreitete Anliegen, für die philosophische Diskussion und für die Rekonstruktion des Gehalts sprachlicher Äußerungen formale Sprachen zugrunde zu legen (sog. Philosophie der idealen Sprache).

### Geschichte der Sprachanalyse
Eine Analyse der Alltagssprache und auch der unter Fachphilosophen gebräuchlichen speziellen Ausdrucksweisen wird bereits von Philosophen der griechischen Antike betrieben, beispielsweise bei Sokrates und Platon. Wirkungsgeschichtlich besonders prägend ist eine Rekonstruktion des Gehalts und der Referenzen bzw. Wahrmacher von Aussagen mittels der sprachphilosophischen und logischen Begriffe von Aristoteles. Ein Einzelthema bereits der antiken „Sprachanalyse“ ist die Frage, unter welchen Bedingungen welche Arten sprachlicher Äußerungen als wahr oder falsch beurteilbar sind, die sog. „Wahrheitsfähigkeit“ insbesondere von Aussagesätzen.

## Sprachanalyse in der Psychologie und im Personalwesen
Ziel ist es aus den sprachlichen Eigenheiten eines Textes auf die Persönlichkeit, die Stimmung oder auch psychische Erkrankungen wie z. B. eine Depression des Verfassers zu schließen. Vorreiter auf diesem Gebiet ist James Pennebaker. Es gibt Anbieter, die durch eine Sprachanalyse ein Persönlichkeitsprofil erstellen  und dies als Grundlage bei der Personalauswahl oder in der Personalentwicklung einsetzen. Aus wissenschaftlicher Sicht sind diese Verfahren aktuell als unseriös einzustufen, da deren Behauptungen empirisch nicht solide belegt sind. Der Zusammenhang zwischen Sprache/Stimme und Persönlichkeit ist minimal und der Zusammenhang mit Berufserfolg nicht belegt. Damit sind solche Instrumente zumindest derzeit keine seriösen Instrumente.
Trotzdem befinden sich Software-Produkte auf dem Markt, die solche Versprechungen machen. Die Precire Technologies GmbH in Aachen erhielt 2019 den Negativpreis BigBrotherAward „für ihre wissenschaftlich zweifelhafte, wahrscheinlich rechtswidrige und gefährliche Sprachanalyse“. Precire wird nicht nur zur Vorauswahl von Bewerberinnen eingesetzt, sondern auch für Emotionsanalyse von Menschen, die eine Hotline anrufen.

## Sprachanalyse in der Kundenkommunikation
Die Sprachanalyse ermöglicht die kategoriale Auswertung aufgezeichneter Telefongespräche zwischen einem Unternehmen und seinen Kunden. Sie bietet erweiterte Funktionalität und wertvolle Informationen aus Kundenanrufen. Diese Informationen können genutzt werden, um Erkenntnisse zu Strategie-, Produkt-, Prozess- und operativen Fragen sowie zur Leistung der Kontaktcenter-Agenten zu gewinnen. Mit der Sprachanalyse können außerdem Bereiche ermittelt werden, in denen Kontaktcenter-Agenten zusätzliches Training oder Coaching benötigen, und der in Anrufen gebotene Kundenservice lässt sich automatisch überwachen. Anbieter von Sprachanalyse verwenden Verarbeitungsmodule von Drittanbietern oder entwickeln eigene Verarbeitungsmodule.
Beim Prozess der Sprachanalyse können die innerhalb eines bestimmten Zeitraums am häufigsten verwendeten Wörter und Ausdrücke isoliert werden, und es lässt sich ermitteln, ob die Verwendung einen Aufwärts- oder Abwärtstrend aufweist. Diese Informationen sind für Supervisoren, Analysten und andere Funktionsträger in einem Unternehmen hilfreich, um Änderungen im Kundenverhalten zu erkennen, Maßnahmen zur Reduzierung des Anrufvolumens einzuleiten und die Kundenzufriedenheit zu erhöhen. Sie bieten Einblick in die Denkprozesse der Kunden und ermöglichen es somit Unternehmen, Korrekturen vorzunehmen.
Callcenter sind die Schnittstellen der Kundenkommunikation. Sprachanalyse hat hier einen ganz eigenen Zweck. Es geht weniger um stilistische Analysen, kulturelle Entwicklungen oder philosophische Auslegungen des Gesagten. In der Kundenkommunikation, also dem professionellen Dialog, geht es um Tabuphrasen, Sollphrasen, Schlagworte, Weichmacher usw. – also um Vokabeln, die ein Gespräch mit einem Kunden positiv oder negativ beeinflussen können. Die Sprache in einem Callcenter wird also dahingehend analysiert, ob und welche solcher Begriffe in Gesprächen von wem und in welchem Zusammenhang benutzt wurden. Ein möglicher Weg ist z. B. das Aufzeichnen der Gespräche, die anschließende Verschriftung der Voicefiles.

### Beispiele der Metriken der Sprachanalyse in der Kundenkommunikation
- Tabuphrasen: Entweder die Regeln des professionellen Dialoges oder aber die Vorgaben eines Projektes schließen die Nutzung bestimmter Wörter oder Phrasen aus. Typische Tabuphrasen sind demnach „dafür bin ich nicht zuständig“, „da müssten Sie bitte erstmal“ oder „kann ich ihnen nicht helfen“. Als Tabuphrasen könnten aber auch Namen von Konkurrenzunternehmen oder Beschimpfungen usw. definiert werden. Hier sorgt eine Sprachanalyse im Callcenter für das Tracking und das damit ermöglichte Coaching der Agenten zur Verbesserung der Dialogkompetenz.
- Sollphrasen: Freundlichkeit und Serviceorientierung sind messbar. In der Sprachanalyse in Callcentern werden hier Phrasen wie „sehr gerne“, „ich kümmere mich“ oder „vielen Dank“ getrackt, um herauszufinden, welche Agenten diese Haltung nach außen repräsentieren und welche nicht. Auch hier ist es wieder möglich, ganz projektbezogene Vorgaben überprüfen.
- Weichmacher: Vor allem in der Vertriebstelefonie ist eine gewisse Verbindlichkeit wichtig. Worte wie „eigentlich“, „vielleicht“, „eventuell“ oder generell Konjunktive sollten vermieden werden. Auch diese werden mit Hilfe der Sprachanalyse von Gesprächsaufzeichnungen gefunden und können zusammen mit den passenden Voicefiles zur Schulung der Agenten weiter verwendet werden.

Neben dem Inhalt des Gesagten, wird zunehmend auch die Emotion über Akustik und Phonetik ausgewertet, um die Kundenzufriedenheit zu bewerten.